# Anisodes anulifera
Anisodes anulifera är en fjärilsart som beskrevs av George Francis Hampson 1893. Anisodes anulifera ingår i släktet Anisodes och familjen mätare. Inga underarter finns listade i Catalogue of Life.